# María Plytá
María Plytá (grec moderne : Μαρία Πλυτά), née le 26 novembre 1915 à Thessalonique et décédée le 4 mars 2006, est une réalisatrice, scénariste, monteuse, productrice et metteur en scène grecque.

## Biographie
Elle fut la première femme à réaliser un film en Grèce avec Les Fiançailles en 1950. Elle avait commencé sa carrière comme assistante-réalisatrice de Yórgos Tzavéllas sur le tournage de Marinos Kontaras en 1947.
Cependant, Filopímin Fínos ayant déclaré qu'« une femme ne peut pas être réalisateur », elle eut, au moins jusqu'au début des années 1960, beaucoup de difficultés pour trouver des financements. Les films de María Plytá explorent la place de la femme dans la société patriarcale grecque, mais pas seulement. Ils font aussi beaucoup de place aux marginaux et aux oubliés de la société en général. Elle propose alors des mélodrames teintés de néoréalisme.
María Plytá est une réalisatrice connue pour la qualité de son image, sensible et impressionniste, capable de rendre l'atmosphère sombre et pesante qui accompagne les souffrances de la perte, élément essentiel du scénario du mélodrame. Elle fait de ses personnages le point central de l'image tandis qu'elle sait rendre la dislocation de la société autour d'eux. C'est en partie dû à un travail méticuleux sur le décor et la lumière, nécessaire en raison de ses budgets limités. Elle était adepte d'un montage rapide (elle retravaillait même scénario et dialogues pendant le montage) et d'images signifiantes (en rendant la colère par un simple poing fermé par exemple).
María Plytá est la créatrice de deux grands personnages féminins du cinéma grec : Loukia dans La Louve et Éve dans le film homonyme. Loukia est la première femme indépendante à être représentée dans un film grec. Quant à Éve, elle est toujours dans l'ambiguïté, entre son désir pour son jeune amant et son devoir envers son mari. Elle est surtout un personnage de dimension humaine, sans idéalisation, faillible. Elle est considérée comme préfigurant la Stélla de Cacoyannis.
Dans les années 1960, elle délaissa les personnages féminins forts pour le personnage générique de « Monsieur Tout-le-monde », dans lequel les spectateurs pouvaient se reconnaître. Cependant, il lui fut reproché d'avoir aussi abandonné son esthétique et d'avoir cédé aux exigences des studios. Petit à petit ses scénarios perdirent leur mordant. Ses derniers films, impeccables techniquement, n'avaient plus rien à voir avec ses premiers chefs-d'œuvre. Ce fut la principale cause de son oubli par le public.

## Filmographie
- 1950 Les Fiançailles (Τα αρραβωνιάσματα)
- 1951 La Louve (Η λύκαινα)
- 1952 Le Filleul (Βαφτιστικός)
- 1953 Ève (Η Εύα)
- 1954 La Fille du quartier (Το κορίτσι της γειτονιάς)
- 1956 La Duchesse de Plaisance (Η δούκισσα της Πλακεντίας )
- 1957 Amour, Jeep et périptère (Τζιπ, Περίπτερο και αγάπη)
- 1958 Juste pour une Nuit (Μόνο για μια νύχτα)
- 1959 Le Naufrage d'une vie (Τα ναυάγια της ζωής )
- 1960 Je suis un Homme et je serai heureux (Άντρας είμαι και το κέφι μου θα κάνω)
- 1961 Tu es venu trop tard (Ήρθες αργά)
- 1962 Le Débauché (Ο άσωτος)
- 1962 Le Petit Cireur (Ο λουστράκος)
- 1964 La Montée (Ο ανήφορος)
- 1965 Le Vainqueur (Ο νικητής)
- 1967 Le Petit Marchand (Ο εμποράκος)
- 1970 L'Inconnue de la nuit (Οι άγνωστοι της νύχτας)